# Sergej Grinkov

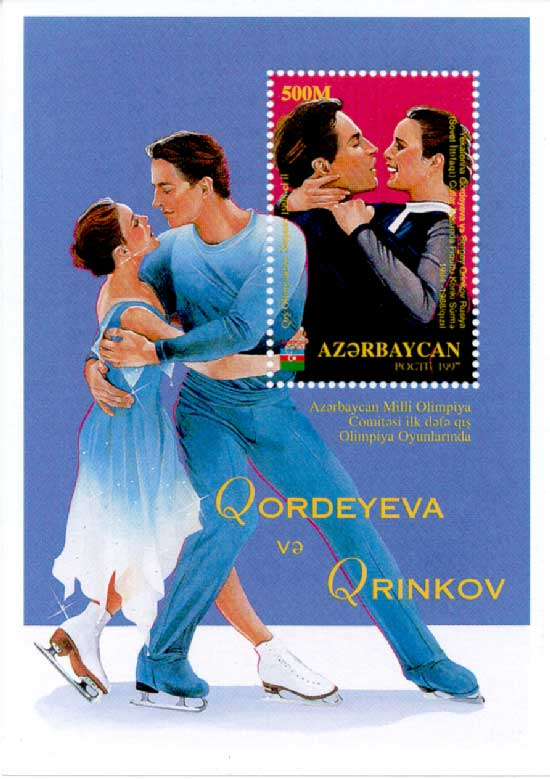
Jekaterina Gordejeva en Sergej Grinkov op een postzegel van Azerbeidzjan

Sergej Michaijlovitsj Grinkov (Russisch: Сергей Михайлович Гриньков) (Moskou, 4 februari 1967 - Lake Placid, 20 november 1995) was een Russisch kunstrijder.
Sergei Grinkov begon met kunstrijden toen hij 5 jaar oud was. Toen bleek dat hij talent had werd hij zoals dat gebruikelijk was in de toenmalige Sovjet-Unie naar een speciale school toe gezonden, waar hij zich 100% op zijn sportloopbaan kon concentreren. Toen Grinkov 14 jaar oud was werd hij als paarrijder gekoppeld aan Jekaterina Gordejeva. Vier jaar later werden ze samen wereldkampioen junioren 1985 in Colorado Springs. Het jaar daaropvolgend braken ze al door tot de internationale wereldtop en wonnen ze zelfs meteen de wereldtitel en deden dat in 1987 nog eens over.
In het olympisch jaar 1988 gingen ze dan ook als de grote favorieten naar de Olympische Winterspelen 1988. Ze maakten de favorietenrol waar en wonnen opnieuw de gouden medaille. Een maand later tijdens het WK moesten ze echter genoegen nemen met de zilveren medaille.
In 1989 en 1990 waren ze echter wederom de besten van de wereld en werden de derde en vierde wereldtitel behaald.
In de herfst van 1990 besloten ze professional te worden. Meteen in 1991 wonnen ze ook daar de wereldtitel. Ook het jaar daaropvolgend in 1992 en twee jaar daarna in 1994 werden ze wereldkampioen bij de professionals. Gordeeva en Grinkov wonnen in die tijd ieder toernooi waaraan ze deelnamen. In de 31 toernooien waar ze bij de senioren en de professionals aan meededen werden ze 24 maal winnaar van het toernooi. Na hun eerste gouden medaille op het WK 1986 eindigden ze in geen enkele wedstrijd lager dan de tweede plaats. Alleen tijdens het EK in 1987 werden ze gediskwalificeerd vanwege een fout aan Sergei's schaats.
In 1989 bloeide hun samenwerking als paarrijders op in een romance en in april 1991 trouwden ze. Op 11 september 1992 verwelkomden ze hun dochter Daria. Kort na de geboorte van Daria betrad het koppel weer het ijs met de reeds besproken wereldtitel bij de professionals in 1994 als gevolg. Tevens deden ze mee aan de Olympische Winterspelen 1994 in Lillehammer. In de Noorse Spelen behaalden ze hun tweede olympische gouden medaille.
Direct na de Olympische Spelen keerden ze terug naar de Verenigde Staten om hun professionele tour voort te zetten, waar ze als hoofdact het seizoen 1994/1995 aanzicht gaven tijdens de show "Stars on Ice". Ook in het daaropvolgende seizoen zouden ze aan deze show deelnemen. Echter tijdens de voorbereidingen op die tour kreeg Sergei Grinkov een zware hartaanval en overleed hij.
In februari 1996 schaatste zijn Gordeeva een wedstrijd om haar man te eren genaamd "Celebration of a Life". Later schreef ze een boek over haar successen met haar man getiteld "My Sergei: A Love Story". Later werd dit boek verfilmd en tevens op dvd uitgebracht in Amerika.

## Belangrijke resultaten
| Kampioenschap             | 83/84 | 84/85 | 85/86  | 86/87  | 87/88  | 88/89 | 89/90 | 90/91 | 91/92 | 92/93 | 93/94 |
| ------------------------- | ----- | ----- | ------ | ------ | ------ | ----- | ----- | ----- | ----- | ----- | ----- |
| Olympische Spelen         |       |       |        |        | Goud   |       |       |       |       |       | Goud  |
| Wereldkampioenschap       |       |       | Goud   | Goud   | Zilver | Goud  | Goud  |       |       |       |       |
| Europees Kampioenschap    |       |       | Zilver | t.z.t. | Goud   |       | Goud  |       |       |       | Goud  |
| WK junioren               | 5e    | Goud  |        |        |        |       |       |       |       |       |       |
| Nationaal Kampioenschap * |       | 6e    | Zilver | Goud   |        |       |       |       |       |       | Goud  |
| WK professionals          |       |       |        |        |        |       |       | Goud  | Goud  |       | Goud  |

* 1985-1987 Sovjet-Unie, 1994 Rusland
1908: Anna Hübler / Heinrich Burger ·
1920: Ludovika Jakobsson / Walter Jakobsson ·
1924: Helene Engelmann / Alfred Berger ·
1928: Andrée Joly / Pierre Brunet ·
1932: Andrée Brunet / Pierre Brunet ·
1936: Maxi Herber / Ernst Baier ·
1948: Micheline Lannoy / Pierre Baugniet ·
1952: Ria Baran / Paul Falk ·
1956: Sissy Schwarz / Kurt Oppelt ·
1960: Barbara Wagner / Robert Paul ·
1964: Ljoedmila Belooesova / Oleg Protopopov ·
1968: Ljoedmila Belooesova / Oleg Protopopov ·
1972: Irina Rodnina / Aleksej Oelanov ·
1976: Irina Rodnina / Aleksandr Zajtsev ·
1980: Irina Rodnina / Aleksandr Zajtsev ·
1984: Jelena Valova / Oleg Vasiljev ·
1988: Jekaterina Gordejeva / Sergej Grinkov ·
1992: Natalja Misjkoetjonok / Artoer Dmitrijev ·
1994: Jekaterina Gordejeva / Sergej Grinkov ·
1998: Oksana Kazakova / Artoer Dmitrijev ·
2002: Jelena Berezjnaja / Anton Sicharoelidze en Jamie Salé / David Pelletier ·
2006: Tatjana Totmjanina / Maksim Marinin ·
2010: Shen Xue / Zhao Hongbo ·
2014: Tatjana Volosozjar / Maksim Trankov ·
2018: Aliona Savchenko / Bruno Massot ·
2022: Sui Wenjing / Han Cong
- Gemeinsame Normdatei: 119504588
- International Standard Name Identifier: 0000 0001 1594 5566
- Library of Congress Control Number: n96064482
- Bibliotheek van het Japanse parlement: 00659954
- Virtual International Authority File: 10657376
- WorldCat: E39PBJgcYhgCpTPKFtKyq3gYfq